# Medalles del Cercle d'Escriptors Cinematogràfics de 2011
La cerimònia de lliurament de les medalles del Cercle d'Escriptors Cinematogràfics de 2011 va tenir lloc el 13 de febrer de 2012 al Cine Palafox de Madrid i fou presentada pels actors Aura Garrido i Adrián Lastra. Va comptar amb el patrocini de la Comunitat de Madrid, l'EGEDA, Filmotech.com, Movistar, Fundació AISGE, decine21.com i Grupo Keeper.
Els premis tenien per finalitat distingir als professionals del cinema espanyol i estranger pel seu treball durant l'any 2011. Es van concedir un total de 16 premis. Es va concedir un premi homenatge a l'actriu Julia Gutiérrez Caba. La pel·lícula amb més guardons de la nit va ser No habrá paz para los malvados d'Enrique Urbizu, que va guanyar cinc medalles (millor pel·lícula, director, actor, muntatge i música). Es va imposar a la gran favorita, EVA de Kike Maíllo, amb 10 nominacions que només en va obtenir dues (millor actor secundari i director revelació), i a Blackthorn de Mateo Gil, amb set nominaciós però que només en va obtenir una (millor fotografia).
Després del lliurament de medalles es va projectar en primícia la pel·lícula Intocable d'Éric Toledano, en versió original.

## Pel·lícules candidates
| Pel·lícula                     | Nominacions | Premis |
| ------------------------------ | ----------- | ------ |
| EVA                            | 10          | 2      |
| No habrá paz para los malvados | 8           | 5      |
| Blackthorn                     | 7           | 1      |
| No tengas miedo                | 5           | 1      |
| La piel que habito             | 5           | 0      |
| La voz dormida                 | 4           | 1      |
| Midnight in Paris              | 3           | 1      |
| Mientras duermes               | 4           | 0      |
| Maktub                         | 2           | 1      |
| Verbo                          | 2           | 0      |
| Un déu salvatge                | 1           | 1      |
| Cinco metros cuadrados         | 1           | 0      |
| No controles                   | 1           | 0      |
| Primos                         | 1           | 0      |
| Los muertos no se tocan, nene  | 1           | 0      |
| Blog (pel·lícula)              | 1           | 0      |
| Medianeras                     | 1           | 0      |
| Alexia                         | 1           | 1      |
| La noche que no acaba          | 1           | 0      |
| Mercado de futuros             | 1           | 0      |
| Guest                          | 1           | 0      |
| La puerta de no retorno        | 1           | 0      |

## Premis per categoria
| Millor pel·lícula | Millor direcció |
| --- | --- |
| - No habrá paz para los malvados - Blackthorn - EVA - Midnight in Paris - No tengas miedo | - Enrique Urbizu per No habrá paz para los malvados - Mateo Gil per Blackthorn - Montxo Armendáriz per No tengas miedo - Kike Maíllo per EVA - Woody Allen per Midnight in Paris                                                                    |
| Millor actor protagonista | Millor actriu protagonista |
| - José Coronado per No habrá paz para los malvados - Luis Tosar per Mientras duermes - Daniel Brühl per EVA - Sam Shepard per Blackthorn - Fernando Tejero per Cinco metros cuadrados                           | - Michelle Jenner per No tengas miedo - Elena Anaya per La piel que habito - Marta Etura per Mientras duermes - Inma Cuesta per La voz dormida |
| Millor actor secundari | Millor actriu secundària |
| - Lluís Homar per EVA - Juanjo Artero per No habrá paz para los malvados - Julián López González per No controles - Raúl Arévalo per Primos                                                                     | - Goya Toledo per Maktub - Belén Rueda per No tengas miedo - Ana Wagener per La voz dormida - Petra Martínez per Mientras duermes |
| Millor guió original | Millor guió adaptat |
| - Woody Allen per Midnight in Paris - Miguel Barros per Blackthorn - Enrique Urbizu i Michel Gaztambide per No habrá paz para los malvados - Martí Roca, Sergi Belbel, Cristina Clemente i Aintza Serra per EVA | - Roman Polanski i Yasmina Reza per Un déu salvatge - Benito Zambrano i Ignacio del Moral per La voz dormida - José Luis García Sánchez, Bernardo Sánchez i David Trueba per Los muertos no se tocan, nene - Pedro Almodóvar per La piel que habito |
| Premi revelació | Millor fotografia |
| - Kike Maíllo per EVA - Eduardo Chapero-Jackson per Verbo - Paco Arango per Maktub - Elena Trapé per Blog (pel·lícula) - Gustavo Taretto per Medianeras                                                         | - Juan Ruiz Anchía per Blackthorn - Arnau Valls Colomer per EVA - José Luis Alcaine per La piel que habito - Unax Mendia per No habrá paz para los malvados                                                                                         |
| Millor música | Millor muntatge |
| - Mario de Benito per No habrá paz para los malvados - Alberto Iglesias per La piel que habito - Lucio Godoy per Blackthorn - Evgeni Galperine i Sacha Galperine per EVA                                        | - Pablo Blanco Somoza per No habrá paz para los malvados - Elena Ruiz Guitart per EVA - David Gallart per Blackthorn - José Salcedo Palomeque per La piel que habito - Guillermo de la Cal per Mientras duermes                                     |
| Millor pel·lícula estrangera | Millor documental |
| - The Artist, de Michel Hazanavicius - L'arbre de la vida (pel·lícula de 2011), de Terrence Malick - De déus i homes, de Xavier Beauvois - Nader i Simin, una separació, d'Asghar Farhadi                       | - Pedro Delgado per Alexia - Isaki Lacuesta per La noche que no acaba - Mercedes Álvarez per Mercado de futuros - José Luis Guerín per Guest - Santiago Zannou per La puerta de no retorno                                                          |
| Medalla d'honor | |
| Julia Gutiérrez Caba | |
| Medalla a la labor periodística i literària | |
| Eduardo Torres-Dulce Lifante, crític de cinema. | |